# 大正 (八尾市)
大正（たいしょう）は、大阪府八尾市内の一地域。
八尾市の南西部に位置し、八尾市制施行前の大正村であった地域である。当時の自治体としての名称を「大正」の年号に因んで付けられたのであり、大正という地名は過去も現在も存在しない。新住所表記では、木の本、西木の本、北木の本、南木の本、大字木本、太田、太田新町、沼、空港の各地域に該当する。
ここでは便宜上松原市から分割して編入した地域である若林町も含めて記載する。

## 歴史・概要

### 近代以前
飛鳥時代以前、この地は物部氏の勢力範囲であり、厩戸皇子軍との戦いにおいて物部守屋が（現在の南木の本に）稲城に陣を置いて抵抗したと伝わる。
律令制制定以降は河内国丹北郡と志紀郡とが接する地域となり、太田村は双方に存在した。また、もとは一つの村だった木本村も分村して丹北郡と志紀郡にまたがるようになった。
（日本 > 畿内 > 河内国 > 丹北郡 > 木本村、太田村、若林村）
（日本 > 畿内 > 河内国 > 志紀郡 > 北木本村、南木本村、太田村、沼村）
- 1704年の大和川付け替えで若林村が二分される。集落の集中する南側と田畑の多い北側に分断され、川を越えての耕作を余儀なくされる。一部の人々は北側へ住居を移した。川の北側はのちに恵我村、松原市を経て八尾市に編入される地域となる。

### 近代以降
（日本 > 大阪府 > 中河内郡 > 三木本村→大正村）

（日本 > 大阪府 > 南河内郡 > 太田村）
- 1889年4月1日の市町村制施行に伴い、木本村、北木本村、南木本村が合併して三木本村（みきもとむら）が成立。
  - 同日に丹北郡太田村、志紀郡太田村、沼村が合併して太田村が成立。1913年5月1日に三木本村に編入合併して南河内郡を離脱。
  - 1913年7月1日に大正村に改称。名称は前述の通り「大正」の年号に因む。
  - 1934年、南木本から太田地区の一帯に「阪神飛行場」（現在の八尾空港）が開港。戦況の拡大に伴い周囲が強制買収されて志紀村田井中との境界の広大な一帯に拡張、南木本と太田の間の街道は分断され、少し西へ迂回させられ、かつ滑走路にかかる部分は地下トンネル（河内地下道）でくぐった。なお、滑走路は戦後に縮小・短縮される。
- 1948年4月1日に八尾町・龍華町・久宝寺村・西郡村・大正村の2町3村が合併、市制を施行し八尾市となり、中河内郡を離脱。当初は、大阪市編入促進既成同盟に参加するなど大阪市への編入を構想していたが、戦後の行政業務複雑化と、それに伴う町村経費の増大、また大阪市が慎重な態度を取っていた事から八尾市の新設へと動いた。[1]

### 八尾市制施行以降
- 1964年4月1日に松原市若林地区の一部を編入。編入当時はわずか42世帯、人口207人の農村地帯であった。
  - 1980年に地下鉄谷町線が若林地区まで延伸、八尾南駅が開設される。
  - 1987年に河内地下道は治水対策用の地下貯水池に転用され、道路は地上に切り替えられた。

## 地理
前述の通り、八尾市の南西部に位置する。地域の西側は大阪市平野区の長吉六反地区と接する。南側は大和川が流れる。地域内に八尾空港があり、広大な面積を占め、地域を南北に分断している。
地域全体にわたってほぼ平坦であり、かつては大雨が降ると洪水等でたびたび浸水した。地域を流れる小河川の拡張・掘り込みを行うなど治水対策がされている。

### 河川
- 大和川
- 平野川 - 当地内ではかつて「了意川」と呼ばれ、旧中環（八尾藤井寺線）に架かる橋は「了意橋」である。
- 大正川

### 交通
地域を南北に旧大阪中央環状線が通っており、現在も八尾市と藤井寺市を結ぶ幹線道路として機能している。かつては「八尾藤井寺線」と呼ばれ、木本から太田へ直進していたが、前述の通り八尾空港で分断されて現在は西へ迂回している。なお、本道に沿って路線バスが通っており、近鉄八尾駅と藤井寺駅を結んでいる。便数は比較的多い。少し西側の大阪市内を大阪中央環状線が通り、地域東側・沼地区の端を大阪外環状線（国道170号線）が通っている。道路交通の便は悪くない。
主な道路
- 旧大阪中央環状線
- 国道170号（大阪外環状線）

鉄道
- Osaka Metro谷町線 八尾南駅

バス
- 近鉄バス 八尾線（近鉄八尾 - 藤井寺、八尾南駅 - 沼・太田循環）・久宝寺線（JR久宝寺駅 - 八尾南駅）

## 地域
| 八尾市旧村境界概略地図 |
| --- |
| 旧 丹 北 郡 旧志紀郡 木本 南木本 北木本 若林 太田 沼 |
| 地図で示されている地域のうち、カラーで塗られている部分が若林地区を含む旧大正村の地域。各々の地区名は旧村名（大字名）を示す。 注：表示環境により文字の位置がずれることがあります。 |

### 木ノ本、西木ノ本、北木ノ本、南木ノ本、大字木本
かつて一つの村だったのが三つに分村し、二つの郡にまたがって三つの木本村が存在した地域である。地域内に樟本神社が三座あり、それぞれの村に一座ずつ鎮座している。現在は大正地域の中では最もにぎわっている地域である。
主な施設、旧跡
（木ノ本1 - 3丁目）
- 樟本神社（木本）

（西木ノ本1 - 4丁目）
- 八尾市立大正中学校
- 八尾市立大正北小学校
- 八尾木の本郵便局

（北木ノ本1 - 5丁目）
- 樟本神社（北木本）
- 関西電力老原変電所

（南木ノ本1 - 9丁目）
- 樟本神社（南木本）
- 光蓮寺
7丁目にある浄土真宗本願寺派の寺院。境内に物部守屋が本拠地とした稲城跡の碑がある。
- 万代 南木の本店
- ジャパン八尾木ノ本店
- 大川家具
- パチンコアイアン

（大字木本）

### 若林町
前述のとおり、大和川付け替えにより南北に分割された丹北郡若林村の北側だった地域である。南側と北側は橋梁で直接結ばれておらず、松原市とは村の中以外で経済的な結びつきもなく不便だったため、松原市から分離して八尾市と合併することを選択した。
合併当時は寒村であったが、1980年に地下鉄が延伸開業して公共交通の便が向上。企業団地が設置されて企業が誘致された。
しかし駅前まで企業が立地し、商店街の類は見あたらない。

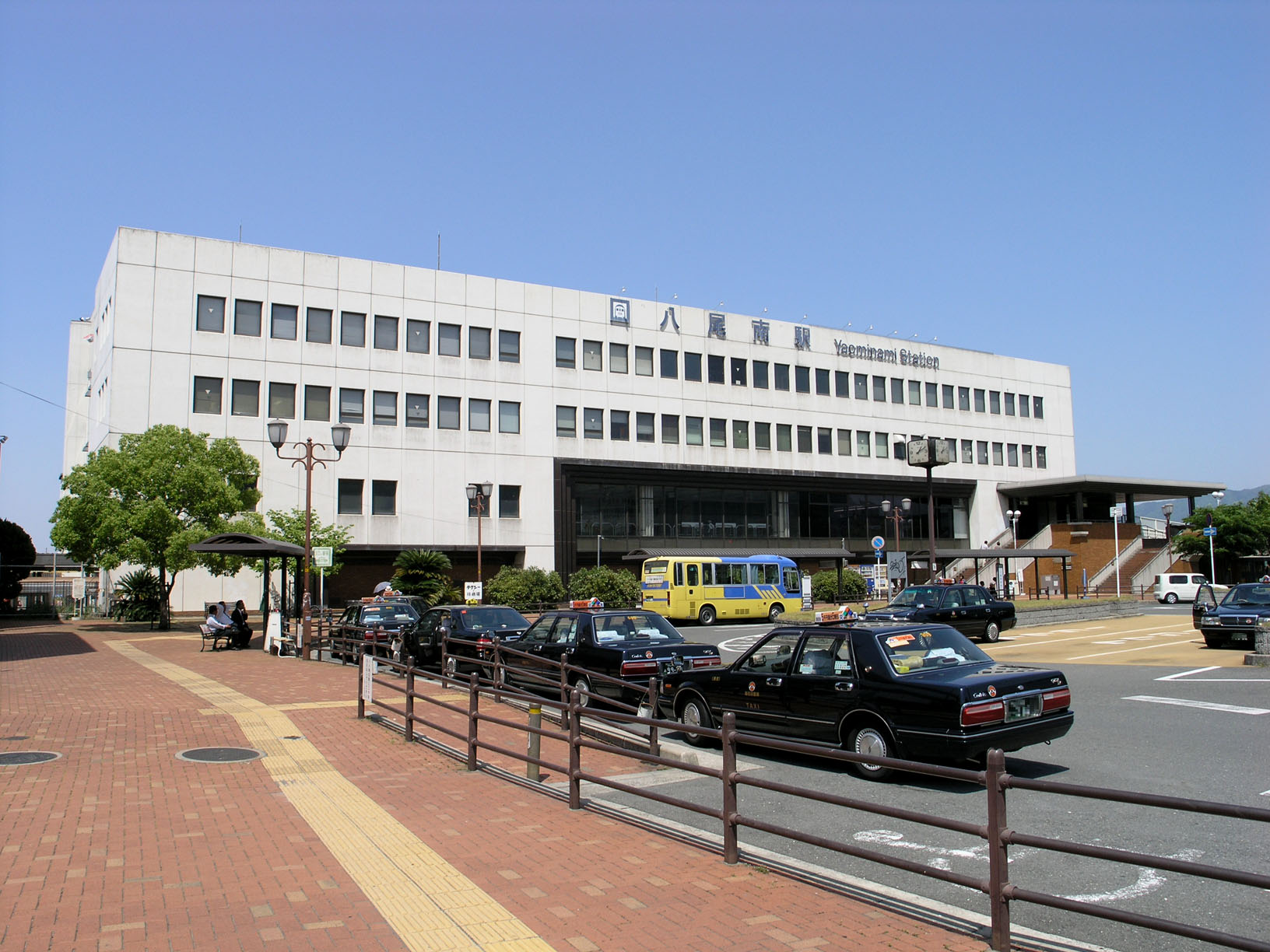
地下鉄八尾南駅
（若林町1-59）

主な施設、旧跡
（若林町1 - 3丁目）
- 地下鉄谷町線 八尾南駅
- 八尾南遺跡
八尾南駅建設にあたり発掘調査され、竪穴建物や水田跡など縄文時代から鎌倉時代にかけての長期にわたる遺構が確認された。
- 八尾市役所大正出張所・大正コミュニティセンター
- サカエ八尾南駅前店
- ミキハウス本社
- パトライト（旧本社）
- 大阪印刷団地
- 大阪菓子団地
- 大阪シティ信用金庫八尾南支店

### 太田、太田新町、沼
かつての中河内郡太田村だった一帯であり、八尾空港の南に位置する。

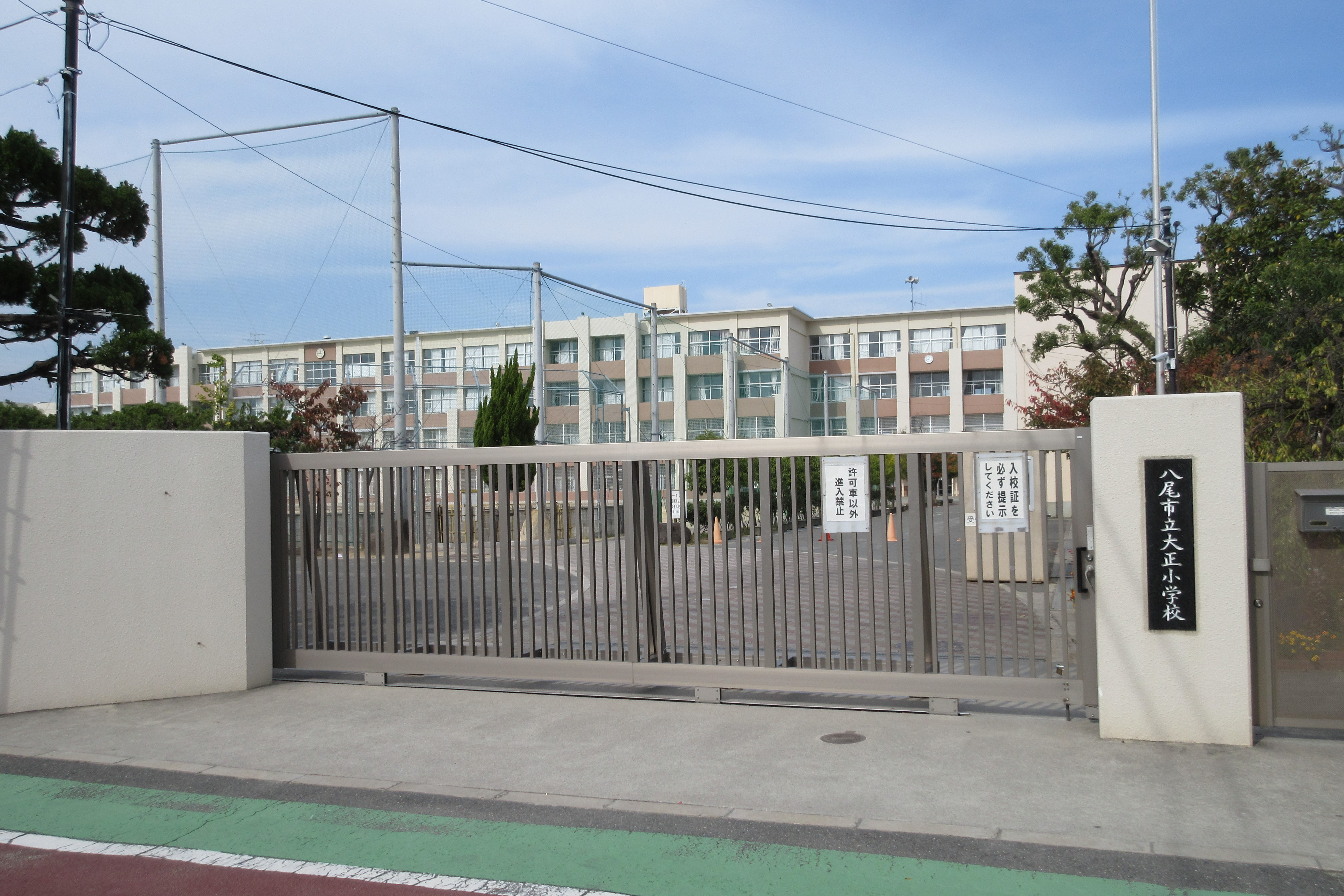
八尾市立大正小学校
（太田3-183）

主な施設、旧跡
- 八尾市立大正小学校
- 八尾太田郵便局

（太田新町1 - 9丁目）
（沼1 - 4丁目）
- 医真会八尾総合病院
- イズミヤ八尾店
- エディオン八尾南店
- 宝殿神社
八尾市内に現存する神社建築では最も古いものとされている。

### 空港
地域のほとんどが八尾空港とその関連施設であるが、北側に若干工場地がある。
主な施設、旧跡
（空港1,2丁目）
- 八尾空港
- 大阪府中部広域防災拠点